# Massís de Beret
El massís de Beret o de Marimanha és un nucli muntanyós a cavall de l'Aran i el Pallars Sobirà, als municipis de Naut Aran i Alt Àneu.
És un massís que queda perfectament aïllat al nord de l'eix pirenaic, al qual s'uneix al coll del port de la Bonaigua. El curs de la Noguera Pallaresa, nascuda al pla de Beret, rodeja el massís per l'oest, nord i est i el separa de la carena fronterera amb l'Arieja (França) i dels contraforts del Mont-roig fins a l'aiguabarreig amb el riu de la Bonaigua, el qual, al seu torn, limita el massís pel sud fins al port de la Bonaigua. Per ponent marquen els límits el riu de Ruda fins al nucli de Baqueira i, d'aquí fins al Pla de Beret, el riu Malo. Amida uns 13,3 km de nord a sud per 12,8 km d'est a oest.
Geològicament el massís és el resultat d'una intrusió granítica tardiherciniana de dimensions relativament reduïdes, en comparació amb el granitoide veí de la Maladeta. Aquest granitoide aflora al mig del massís de Marimanha i presenta una clara zonació: a la perifèria del cos apareixen granodiorites i al centre granits i leucogranits. Al voltant de la intrusió es desenvolupà una aurèola metamòrfica de contacte que provocà la transformació de les calcàries en marbres i l'aparició de motes en les roques de la formació la Seu.
Abunden al massís els cims amb altituds superiors a 2.600 m, sense superar en cap cas els 2.800. A la zona granítica s'aixequen el cap del Muntanyó d'Àrreu (2.630 m), el tuc de la Llança (2.659 m), el pic de Rosari (2.608 m), el pic de Marimanya (o tuc de Marimanha) (2.679 m), el Cap de Marimanya (2.629 m), el tuc de Baciver (2.645 m), el pic de Rosari de Baciver (2.617 m) i el tuc de Bonabé (2.723 m). A la zona de metamorfisme les altituds dels cims són més modestes i sols n'hi ha dos que superin els 2.600 m: el pic de Qüenca (2.639 m) i el de Moredo (o Pedresblanques) que, amb 2.766 m, ostenta la màxima elevació del massís.
És notable també la quantitat d'estanys origen glacial que ocupen cubetes i clotades excavades per antigues geleres: l'Airoto, el més gran i profund (42 m) del massís, amb el seu refugi, a la capçalera del riu homònim que desguassa a la Noguera Pallaresa a prop d'Isil; els de Marimanya, al circ dera Herradura, capçalera del riu de Marimanya, que aboca ses aigües també a la Noguera Pallaresa, més avall de Montgarri; l'Estanh de Baciver i els de Dalt de Baciver, al Circ de Baciver, capçalera del riu Malo que desguassa al riu de Ruda, prop del nucli de Baqueira, i els que poblen la capçalera del Riu d'Àrreu: el de Garrabea i els de Pudo i Rosari d'Àrreu, un dels indrets de més interès paisatgístic i ecològic de tot el massís.
A les pales de la Montanha de Vaquèira, a ponent del massís de Beret, es va instal·lar als volts de 1964 l'estació d'esquí de Baqueira-Beret. El seu domini esquiable s'ha anat expandint, dins el terme de Naut Aran, cap al sud-est a la zona dels Arcoïls i Bonaigua, i cap al nord als vessants de la dreta de la Noguera, al Pla de Beret, fins a l'altura del tuc deth Dossau. A partir d'aquest punt, el que resta dins el terme de Naut Aran forma part de l'espai natural protegit de Marimanha.
Tota la part del massís de Beret que pertany al municipi d'Alt Àneu forma part de l'extens parc natural de l'Alt Pirineu, amb excepció, com és habitual, de les part més baixes per damunt dels nuclis de població.